# Henriette Anne Louise d'Aguesseau
Henriette Anne Louise d'Aguesseau (12 de febrero de 1737-22 de julio de 1794), duquesa de Noailles y princesa de Tingry, fue la esposa de Jean Louis François de Noailles, conde y duque de Ayen, y heredera de su abuelo, Henri François d'Aguesseau.

## Orígenes
Fue hija de Jean Baptiste Paulin d'Aguesseau de Fresne, conde de Compans y de Maligny, quien contrajo matrimonio el 29 de febrero de 1736 con Anne Louise Françoise du Pré, dama de la Grange-Bleneau, hija de Louis Francis du Pré, señor de La Grange-Bleneau, y Anne Louise Robert de Septeuil.
Su padre fue, sucesivamente, consejero del Parlamento, comisionado de la Segunda Cámara del Palais Queries, maître des requêtes, consejero de Estado en 1734 y maestro de ceremonias de la Orden del Espíritu Santo. Su madre murió al día siguiente de dar a luz, el 13 de febrero de 1737.
Su abuelo paterno, Henri François d'Aguesseau (27 de noviembre de 1668-5 de febrero de 1751), fue Canciller de Francia en tres ocasiones entre 1717 y 1750.

## Primeros años
Tras el segundo matrimonio de su padre, Henriette fue educada por Madame d'Héricourt en el convento de la Visitación, en Saint-Denis. A los catorce años empezó a ser educada por su madrastra, Madame d'Aguesseau de Fresnes.
Tras la muerte de su abuelo, Henri François d'Aguesseau, heredó todos sus bienes. Contrajo matrimonio con Jean-Paul-François de Noailles el 25 de febrero de 1755. Dicho matrimonio había sido arreglado por Adrien-Maurice, III duque de Noailles, quien había trabajo junto al canciller d'Aguesseau.

## Revolución francesa
Henriette mostró su desaprobación por el arreglo del matrimonio de su hija Adrienne con Gilbert du Motier, marqués de Lafayette, debido a la juventud de ambos. Al cabo de un año, contrajeron matrimonio en el Hôtel de Noailles, residencia de la familia, donde Henriette había establecido un salón.
A la muerte de su suegro, Louis, IV duque de Noailles, Henriette regresó a Francia. En mayo de 1794, durante el Reinado del Terror, fue arrestada en el Hôtel de Noailles y encerrada en la prisión de Luxemburgo. Fue ejecutada en la guillotina el 22 de julio de 1794 junto con su suegra, Catherine de Cossé-Brissac, duquesa de Noailles, y su hija, Anne Jeanne Baptiste Louise, vizcondesa de Ayen. Su cuerpo fue depositado en una fosa común en el cementerio de Picpus.